# 物部烏
物部烏（もののべ の かく）は、欽明朝前半期の物部連の百済の官僚。日本人であるが、百済王権に仕えた倭系百済官僚。官位は奈率。

## 概要
物部烏は、欽明天皇十五年に上部奈率として倭国に軍事援助を要請している。
物部麻奇牟、物部哥非、物部用歌多と共に、物部伊勢父根の係累とする説がある。
『勿部将軍功徳記』に登場する百済の勿部珣を「物部珣」とし、物部氏の末裔とする説が有力である。